# Finale de la Coupe d'Europe des vainqueurs de coupe 1989-1990
La finale de la Coupe d'Europe des vainqueurs de coupe 1989-1990  est la 30e finale de la Coupe d'Europe des vainqueurs de coupe, organisée par l'UEFA. Ce match de football a lieu le 9 mai 1990 à l'Ullevi Stadion de Göteborg, en Suède.
Elle oppose le club italien de la Sampdoria aux Belges d'Anderlecht. Le match se termine par une victoire des Génois sur le score de 2 buts à 0 après prolongations, ce qui constitue leur premier sacre dans la compétition ainsi que leur premier titre européen.
Vainqueur de la finale, la Sampdoria est à ce titre qualifiée pour la Supercoupe d'Europe 1990 contre l'AC Milan, vainqueur de la finale de la Coupe des clubs champions européens.

## Parcours des finalistes
Note : dans les résultats ci-dessous, le score du finaliste est toujours donné en premier (D : domicile ; E : extérieur).
| UC Sampdoria       | UC Sampdoria | UC Sampdoria | UC Sampdoria | Tour                | RSC Anderlecht   | RSC Anderlecht | RSC Anderlecht | RSC Anderlecht |
| ------------------ | ------------ | ------------ | ------------ | ------------------- | ---------------- | -------------- | -------------- | -------------- |
| Adversaire         | Total        | Aller        | Retour       |                     | Adversaire       | Total          | Aller          | Retour         |
| SK Brann           | 3 - 0        | 2 - 0 (E)    | 1 - 0 (D)    | Seizièmes de finale | Ballymena United | 10 - 0         | 6 - 0 (D)      | 4 - 0 (E)      |
| Borussia Dortmund  | 3 - 1        | 1 - 1 (E)    | 2 - 0 (D)    | Huitièmes de finale | FC Barcelone     | 3 - 2          | 2 - 0 (D)      | 1 - 2 (E)      |
| Grasshopper Zürich | 4 - 1        | 2 - 0 (D)    | 2 - 1 (E)    | Quarts de finale    | Admira Wacker    | 3 - 1          | 2 - 0 (D)      | 1 - 1 (E)      |
| AS Monaco          | 4 - 2        | 2 - 2 (E)    | 2 - 0 (D)    | Demi-finales        | Dinamo Bucarest  | 2 - 0          | 1 - 0 (D)      | 1 - 0 (E)      |

## Finale
| 9 mai 1990 | UC Sampdoria      | 2 – 0 ap | RSC Anderlecht | Ullevi, Göteborg                              |                                               |
| 20h15 CEST | Vialli 105e, 107e |          |                | Spectateurs : 20 103 Arbitrage : Bruno Galler | Spectateurs : 20 103 Arbitrage : Bruno Galler |
| 20h15 CEST | Rapport           |          |                | Spectateurs : 20 103 Arbitrage : Bruno Galler | Spectateurs : 20 103 Arbitrage : Bruno Galler |

|  |  |

| GK             | 1  | Gianluca Pagliuca   |     |     |
| RB             | 2  | Moreno Mannini      | 38e |     |
| CB             | 6  | Luca Pellegrini     |     |     |
| CB             | 5  | Pietro Vierchowod   |     |     |
| LB             | 3  | Amedeo Carboni      | 36e |     |
| RM             | 8  | Giovanni Invernizzi |     | 55e |
| CM             | 11 | Srečko Katanec      |     | 92e |
| CM             | 4  | Fausto Pari         |     |     |
| LM             | 7  | Giuseppe Dossena    |     |     |
| CF             | 10 | Roberto Mancini     |     |     |
| CF             | 9  | Gianluca Vialli     |     |     |
| Remplaçants :  |    |                     |     |     |
| GK             | 12 | Giulio Nuciari      |     |     |
| DF             | 14 | Marco Lanna         |     |     |
| MF             | 17 | Attilio Lombardo    |     | 55e |
| MF             | 15 | Fausto Salsano      |     | 92e |
| MF             | 16 | Víctor Muñoz        |     |     |
| Entraîneur :   |    |                     |     |     |
| Vujadin Boškov |    |                     |     |     |

| GK            | 1  | Filip De Wilde        |     |      |
| RB            | 6  | Georges Grün          |     |      |
| CB            | 4  | Stephen Keshi         | 29e |      |
| CB            | 2  | Wim Kooiman           |     |      |
| LB            | 3  | Guy Marchoul          |     |      |
| RM            | 10 | Arnór Guðjohnsen      |     |      |
| CM            | 7  | Charly Musonda        |     |      |
| CM            | 8  | Milan Janković        |     | 116e |
| LM            | 5  | Patrick Vervoort      |     |      |
| CF            | 11 | Marc Degryse          |     | 103e |
| CF            | 9  | Marc Van Der Linden   |     |      |
| Remplaçants : |    |                       |     |      |
| GK            | 12 | Ranko Stojić (en)     |     |      |
| DF            | 16 | Donald Van Durme (en) |     |      |
| MF            | 17 | Gert Verheyen         |     |      |
| FW            | 14 | Luc Nilis             |     | 103e |
| FW            | 15 | Luís Oliveira         |     | 116e |
| Entraîneur :  |    |                       |     |      |
| Aad de Mos    |    |                       |     |      |